# Loulé
Loulé és un municipi portuguès, situat al districte de Faro, a la regió d'Algarve i a la subregió de l'Algarve. L'any 2004 tenia 62.295 habitants. Limita al nord amb Almodôvar, a l'est amb Alcoutim, Tavira i São Brás de Alportel, al sud-est amb Faro, al sud-oest amb Albufeira, a l'oest amb Silves i al sud amb l'oceà Atlàntic. Al municipi s'hi situa el complex turístic de Vilamoura.

## Població
| Població del concelho de Loulé (1801 – 2004) | Població del concelho de Loulé (1801 – 2004) | Població del concelho de Loulé (1801 – 2004) | Població del concelho de Loulé (1801 – 2004) | Població del concelho de Loulé (1801 – 2004) | Població del concelho de Loulé (1801 – 2004) | Població del concelho de Loulé (1801 – 2004) | Població del concelho de Loulé (1801 – 2004) | Població del concelho de Loulé (1801 – 2004) |
| -------------------------------------------- | -------------------------------------------- | -------------------------------------------- | -------------------------------------------- | -------------------------------------------- | -------------------------------------------- | -------------------------------------------- | -------------------------------------------- | -------------------------------------------- |
| 1801                                         | 1849                                         | 1900                                         | 1930                                         | 1960                                         | 1981                                         | 1991                                         | 2001                                         | 2004                                         |
| 13.503                                       | 16.137                                       | 44.403                                       | 44.026                                       | 45.126                                       | 44.051                                       | 46.585                                       | 59.160                                       | 62.295                                       |

## Freguesies

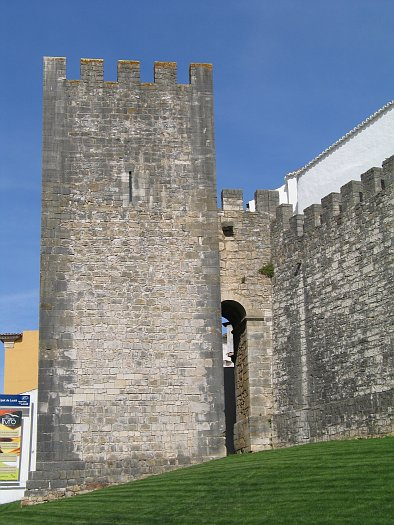
Muralles de Loulé

- Almancil
- Alte
- Ameixial
- Benafim
- Boliqueime
- Quarteira
- Querença
- Salir
- São Clemente (Loulé)
- São Sebastião (Loulé)
- Tôr